# Hi-MD

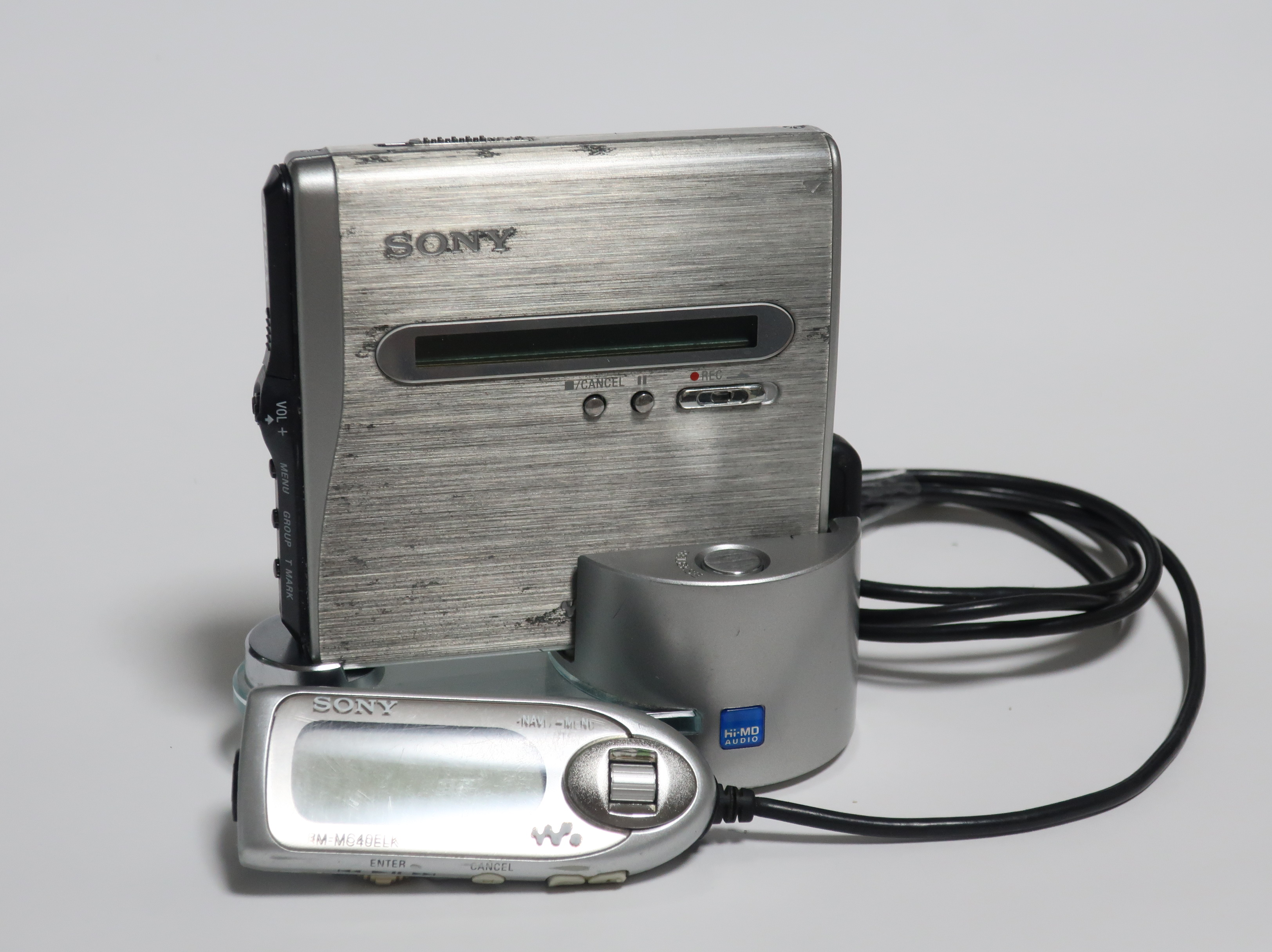
Sony Hi-MD-Recorder Walkman MZ-NH1

Hi-MD ist ein Daten- und Audio-Speichermedium und wurde als Nachfolger der MD (MiniDisc) eingeführt, deren Geräte ab November 1992 verkauft worden waren. Die Hi-MD wurde im Juli 2004 eingeführt und bietet 1 Gigabyte Speicherplatz.
Sony war der einzige Hersteller von Hi-MD-Medien, Hi-MD-Geräte wurden in Deutschland von Sony und Onkyo angeboten. In Japan bietet Onkyo weiterhin stationäre Decks an. Ansonsten war keine Fortführung dieses Formates geplant.
Audio-Daten werden auf der Disc mit Datenreduktion im Audiodatenkompressionsformat ATRAC3 oder dem neueren ATRAC3plus gespeichert. Eigene Aufnahmen im PCM-Format sind ebenfalls möglich. So können bei einer Bitrate von 48 kbit/s bis zu 45 Stunden Musik auf dem Speichermedium Platz finden. Durch die Möglichkeit, (Stereo-)Mikrofone anzuschließen und die Aufnahmen manuell auszusteuern, stellten Hi-MD-Walkmen eine praktikable und erschwingliche Lösung zur mobilen Audio-Aufnahme in hoher Qualität dar.
Hi-MD-Geräte lassen sich an den PC anschließen. Neben der Möglichkeit, Minidiscs als konventionelle Wechseldatenträger zu nutzen, können mithilfe einschlägiger Software (SonicStage, HiMDRenderer, QHiMDTransfer) selbst erstellte Aufnahmen zur Weiterverarbeitung (Audioschnitt) auf den Rechner überspielt werden.

Hi-MD-Geräte unterstützen folgende Bitraten:
| 01,4kMbit/s (PCM)                  | 01 Std 34 Min |
| ,352Mkbit/s (ATRAC3plus)           | 05 Std 30 Min |
| ,256Mkbit/s (ATRAC3plus) („Hi-SP“) | 07 Std 55 Min |
| ,192Mkbit/s (ATRAC3plus)           | 11 Std 19 Min |
| 0,64Mkbit/s (ATRAC3plus) („Hi-LP“) | 34 Std        |
| 0,48Mkbit/s (ATRAC3plus)           | 45 Std        |
| ,132Mkbit/s (ATRAC3)               | 16 Std 30 Min |
| ,105Mkbit/s (ATRAC3)               | 20 Std 50 Min |
| 0,66Mkbit/s (ATRAC3)               | 32 Std 50 Min |

Neben den Hi-MD-Medien können auch herkömmliche MDs umformatiert werden, sodass sie im Hi-MD-Modus nutzbar sind; sie bieten dann etwa 300 MB Speicherkapazität.
Hi-MDs oder MDs im Hi-MD-Modus werden vom Betriebssystem als externes Laufwerk erkannt, sodass man beliebige Daten darauf ablegen kann. Musik muss allerdings mittels SonicStage aufgespielt werden, damit sie vom Gerät abspielbar ist.
Die Aufnahme auf herkömmliche MDs ohne eine Umformatierung ist nur mit der 1. und 3. Gerätegeneration möglich, die 2. Generation kann MDs nur über eine Computeranbindung im NetMD-Modus bespielen.
2001 war der erste iPod, 2004 der iPod mini erschienen; im Juli des Jahres 2011 kündigte Sony das Herstellungsende der MiniDisc-Player an.